# Шиян Петро Леонідович
Петро Леонідович Шиян (16 липня 1946, Київ — 6 травня 2019, Київ) — український науковець у галузі спиртової промисловості, педагог. Доктор технічних наук (1993), професор. Лауреат Державної премії України в галузі науки і техніки (1998), заслужений винахідник України. Провідний український дослідник у галузі вдосконалення технології ректифікованого та технічного спирту, бродильних виробництв.
Протягом півстоліття обіймав різні посади у Київському технологічному інституті харчової промисловості (пізніше — Національному університеті харчових технологій; 1969—2019), 11 років — завідувач кафедри біотехнології продуктів бродіння, екстрактів і напоїв. Автор понад 200 наукових робіт, зокрема близько 50 авторських свідоцтв на винаходи. Учень професорів Віталія Домарецького та Петра Циганкова.

## Життєпис
Народився 16 липня 1946-го року у Києві.
У 1969-му році закінчив факультет технології бродильних виробництв Київського технологічного інституту харчової промисловості (КТІХП; пізніше — НУХТ). Учень професорів Віталія Домарецького та Петра Циганкова. Після закінчення аспірантури розпочав роботу в інституті, спочатку на посаді асистента. Деякий час працював старшим інженером в Науково-дослідному інституті мікробіології та вірусології.
У 1976-му році здобув науковий ступінь кандидата технічних наук, захистивши дисертацію на тему «Исследование, разработка и внедрение технологии централизованной переработки эфиро-альдегидной фракции с целью извлечения этилового спирта». Протягом семи років працював професором Алжирського національного інституту легкої промисловості.
У 1993-му році здобув науковий ступінь доктора технічних наук, захистивши дисертацію на тему «Разработка ресурсо- и энергосберегающей технологии и техники ректификации в пищевой промышленности». Через рік затверджений у вченому званні професора.

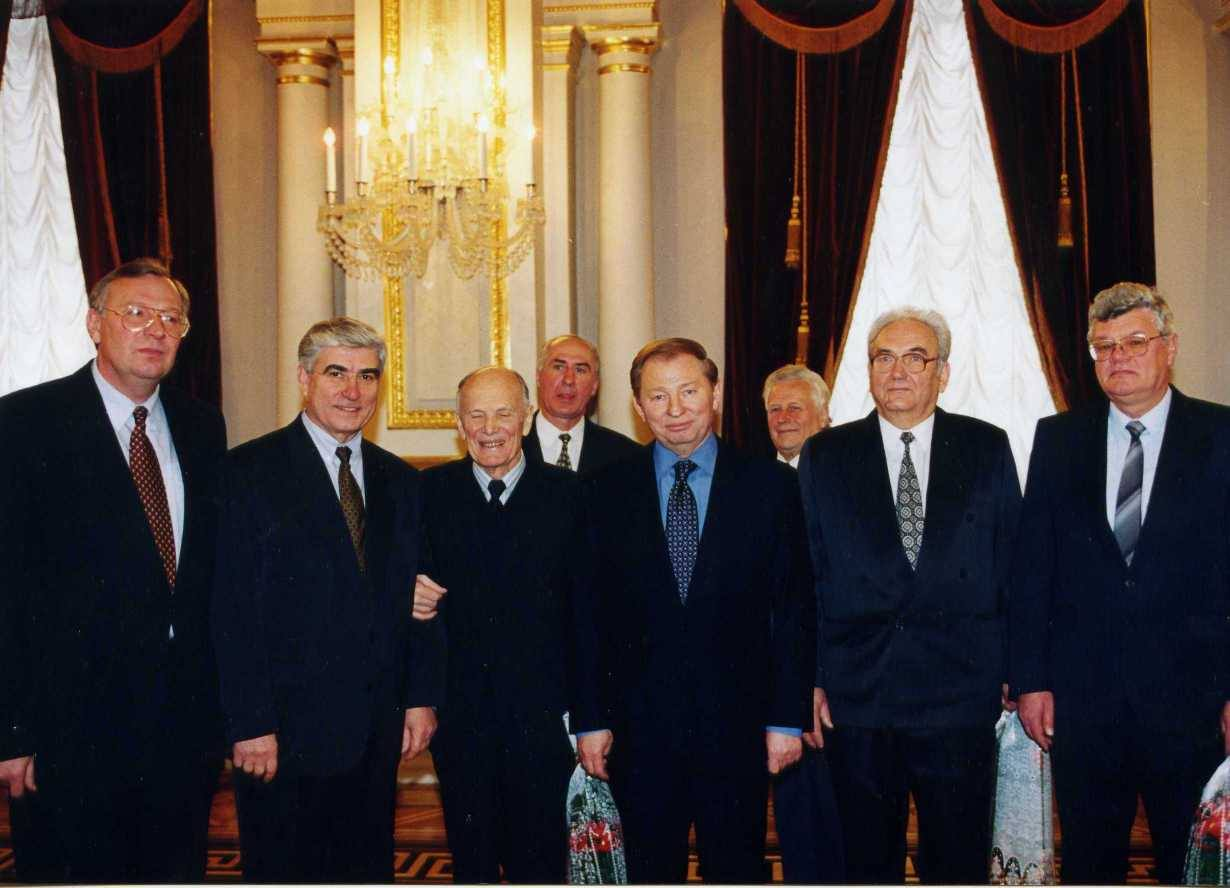
Петро Шиян (у другому ряду, ліворуч) разом з колегами на врученні Державної премії України у галузі науки і техніки, 1998 рік

На початку 2000-х років призначений деканом факультету бродильних і цукрових виробництв НУХТу. У 2004-му році паралельно обійняв посаду завідувача кафедри біотехнології продуктів бродіння, екстрактів і напоїв.
У 2016-му році на базі декількох факультетів, зокрема факультету бродильних і цукрових виробництв, був створений Навчально-науковий інститут харчових технологій, у складі якого Петро Шиян обійняв посаду заступника директора з наукової та патентно-ліцензійної роботи.

Могила Петра Шияна, Берковецьке кладовище

Працював до останніх днів життя. Помер після тривалої хвороби 6 травня 2019-го року. Похований на Берковецькому кладовищі разом із сином (ділянка № 65, 50°29′26.35″ пн. ш. 30°23′42.04″ сх. д. / 50.4906528° пн. ш. 30.3950111° сх. д.).

## Наукова діяльність
Автор понад 200 наукових робіт, близько 50 авторських свідоцтв на винаходи. Провідний український дослідник у галузі вдосконалення технології ректифікованого та технічного спирту, бродильних виробництв. Науковий керівник та педагог близько 10-ти докторів та кандидатів наук, зокрема Романа Кириленка, Романа Мукоїда, Миколи Бондара, Петра Бойка, Ігоря Ольшаковського.
У 1998-му році, разом з колегами, нагороджений Державною премією України в галузі науки і техніки — за створення «циклу праць з наукового обґрунтування, розроблення та впровадження ресурсоенергозберігаючої технології та апаратури для ректифікації спирту».
Під керівництвом Петра Шияна співробітники кафедри біотехнології продуктів бродіння, екстрактів і напоїв розробили і випробували інноваційні енерго- та ресурсозберігаючі технології з комплексної переробки сировини за замкненим циклом із використанням теплової енергії.
Член науково-технічної ради підприємства «Укрспирт» та спеціалізованих вчених рад із захисту дисертацій. Засновник науково-виробничого підприємства «Інторнтехнік».

## Науковий доробок (частковий)
- «Выделение примесей спирта за счет пастеризации» / П. С. Цыганков, П. Л. Шиян // ФСП. — 1975. — No 4. — с. 9-10.
- «Переработка нестандартной эфиро-альдегидной фракции» / П. С. Цыганков, П. Л. Шиян // Пищ. пром.-сть. — 1976. — с. 12-14.
- «Ректификационная установка по переработке эфиро-альдегидной фракции прямого действия» / П. С. Цыганков, П. Л. Шиян // РИ о законченных НИР в вузах УССР. Пищ. пром.-сть. — 1976. — с. 16- 18.
- «Разделение концентрата эфиро-альдегидной фракции на компоненты путем ректификации» / П. С. Цыганков, П. Л. Шиян // Отчет о НИР. — Киев: КТИПП, 1976. — 24 с.
- «Исследование, разработка и внедрение технологии централизованной переработки эфиро-альдегидной фракции с целью извлечения этилового спирта»: дис. канд. техн. наук. / П. Л. Шиян. — Киев, 1976. — 249 с.
- «Установка непрерывного действия для получения ректификованного спирта из эфиро-альдегидной фракции (системы КТИПП)» / П. С. Цыганков, П. Л. Шиян // РИ о законченных НИР в вузах УССР. Пищ. пром.-сть. — 1977 — No 12. — с. 31-33.
- «Исследование состава эфиро-альдегидного и сивухо-эфиро-альдегидного концентратов» / П. Л. Шиян, П. С. Цыганков // РИ о законченных НИР в вузах УССР. Пищ. пром.-сть. — 1979. — No 8. — с. 22-23.
- «Температура кипения рапсово-гексоновых миоцелл» / В. Г. Щербаков, П. Л. Шиян, Л. С. Солдатенко // Изв. вузов. Пищ. технология. — 1981. — No 6. — с. 64-66.
- «Относительная плотность и коэффициент преломления рапсово-гексоновых миоцелл» / В. Г. Щербаков, П. Л. Шиян, Л. С. Солдатенко // Изв. вузов. Пищ. технология. — 1982. — No 1. — с. 86-88.
- «Повышение выхода этилового спирта в процессе ректификации с одновременной рекуперацией теплоты» / П. С. Цыганков, П. Л. Шиян, Ю. В. Булий // Тезисы докл. Всесоюз. науч.-техн. конф. «Повышение эффективности, совершенствование процессов и аппаратов химических производств» .- Харьков, 1985. — с. 41-43.
- «Технология и аппаратурное оформление процесса извлечения этанола из отходов спиртового производства» / П. С. Цыганков, П. Л. Шиян, Ю. В. Булий // Тезисы докл. науч.-техн. конф. «Реахимтехника-2». Ч. 2. — Днепропетровск, 1985. — с. 28-29.
- «Зависимость коэффициента поверхностного натяжения плодовоягодных соков от температуры и концентрации» / Т. Ш. Хатиашвили, П. Л. Шиян // Изв. вузов СССР. Пищ. технология. — 1988. — No 4. — с. 125—126.
- «Лабораторная установка для определения коэффициент поверхностного натяжения» / П. Л. Шиян, П. С. Цыганков, Т. Ш. Хатиашвили, Ю. В. Булий // Тезисы докладов всесоюз. конф. «Химия пищевых добавок» — Черновцы, 1989. — с. 49.
- «Прибор для исследования фазового равновесия жидкость-пар» / П. С. Цыганков, П. Л. Шиян, Ю. В. Булий // Тезисы докладов республик. науч.-техн. конф. «Интенсификация технологии и совершенствование оборудования перерабатывающих отраслей АПК». — Киев, 1989. — с. 40.
- «Совмещение процесса ректификации этилового спирта с биохимическим процессом его образования и накопления по энергосберегающей схеме» / П. С. Цыганков, П. Л. Шиян, Ю. В. Булий // Тезисы докл. Всесоюз. науч.-техн. конф. «Реахимтехника-3». — Днепропетровск, 1989. — с. 79.
- «Определение коэффициентов поверхностного натяжения на границе раздела жидкость-насыщенный пар» / П. Л. Шиян, П. С. Цыганков, Ю. В. Булий // Тепло- и массообменный процессы в пищевой промышленности: темат. сб. науч. тр. — Киев: УМК ВО, 1990. — с. 104—109.
- «Математическое описание фазового равновесия в системе этанол-вода при давлении ниже атмосферного (сообщ. 1)» / П. С. Цыганков, П. Л. Шиян, Ю. В. Булий, Ю. В. Карлаш // Изв. вузов. Пищ. технология. — 1991. — No 4-6. — с. 117—119.
- «Улавливание и концентрирование ароматических веществ растительного сырья путем ректификации» / П. Л. Шиян, П. С. Цыганков, Ю. В. Булий, В. И. Удалова // Тезисы докладов республик. науч.-техн. конф. «Разработка и внедрение высокоэффективных ресурсосберегающих технологий, оборудования и новых видов пищевых продуктов в пищевую и перерабатывающую отрасли АПК». — Киев. : КТИПП, 1991. — с. 237—238.
- «Фазовое равновесие в системе этанол-вода при давлении ниже атмосферного (сообщ. 2)» / П. С. Цыганков, П. Л. Шиян, Ю. В. Булий, О. И. Мозговая // Изв. вузов. Пищ. технология. — 1991. — 1991. — No 4-6. — с. 114—116.
- «Прибор для определения фазового равновесия бипарных и многокомпонентных жидких систем (сообщ. 1)» / П. С. Цыганков, П. Л. Шиян, Ю. В. Булий // Изв. вузов. Пищ. технология. — 1991. — No 1-3. — с. 181—182.
- «Использование эксорготического анализа с целью термодинамического совершенствования брагоректификационных установок» / П. Л. Шиян, П. С. Цыганков, П. П. Мельничук // Тезисы докладов 3-й Всесоюз. науч.-техн. конф. «Интенсивное энергосбережение в промышленной теплотехнологии». — М. : Изд-во МЭИ, 1991. — с. 129—130.
- «Фазовое равновесие в системе этанол-вода при давлении ниже атмосферного» / П. Л. Шиян, П. С. Цыганков, Ю. В. Булий // Изв. вузов. Пищ. технология. — 1991. — No 1-3. — с. 181—182.
- «Новая энергосберегающая установка для получения пищевого спирта из головной фракции этанола разли происхождения» / П. Л. Шиян, П. С. Цыганков // Тезисы докдадов республик. науч.-техн. конф. «Разработка и внедрение высокоэффективных ресурсосберегающих технологий, оборудования и новых видов пищевых продуктов в пищевую и перерабатывающую отрасли АПК». — Киев. : КТИПП, 1991. — с. 336—337.
- «Эксерготический анализ брагоректификационных установок» / П. Л. Шиян, П. С. Цыганков, П. П. Мельничук // Тезисы докладов VI Всесоюзной конф. по теории и практике ректификации". — Северодонецк, 1991.
- «Влияние температуры, давления и концентрации этанола на физиологическую активность спиртовых дрожей» / П. Л. Шиян, П. С. Цыганков, В. К. Янчевский // Пищ. пром.-сть: респ. межвед. темат. науч. сб. — Киев: Урожай, 1992. — вып. 38. — с. 74-79.
- «Разработка ресурсо-и энергосберегающей технологии и техники ректификации в пищевой промышленности»: дис. докт. техн.наук. — Киев: УГУПТ, 1993. — 494 с.
- «Пріоритетний напрямок» / С. Гончар, П. Шиян, П. Циганков, В. Маринченко, В. Яресько, В. Сосницький, П. Мельничук // Харч. і перероб. пром.-сть. — 1995. — No 11. — с. 13-15.
- «Технічний спирт: виготовлення й використання» / П. Циганков, А. Ніколаєв, П. Шиян, В. Яресько, С. Гончар, А. Осипенко // Харч. і перероб. пром.-сть. — 1995. — No 9. — с. 12-13.
- «Теоретичні основи та практичне застосування біотехнології харчових продуктів» / В. А. Домарецький, П. Л. Шиян, В. Л. Прибильський, В. Д. Ганчук // Наук. пр. УДУХТ, 1998. — No 4. — с. 37-39.
- «Енергозаощаджуюча технологія спиртових бражок» / І. Гулий, П. Шиян, П. Циганков, В. Домарецький //Харч. і перероб. пром.-сть. — 1999. — No 3. — с. 15.
- «Виділення спирту із бражки і його очищення»: текст лекцій з дисципліни «Технологія спиртового і лікеро-горільчаного виробництва» для студ. спец. 7.091704 «Технологія бродильних виробництв та виноробство» ден. та заоч. форм навч. — К. : УДУХТ, 1999. — 48 с.
- «Технологія спирту»: підручник / В. О. Маринченко, В. А. Домарецький, П. Л. Шиян, В. М. Швець. — К., Вінниця: НУХТ ; Поділля. — 2000, 2003. — 496 с.
- «Накопичення побічних продуктів бродіння в процесі зброджування сусла в залежності від температури розварювання замісів крохмалевмісної сировини» / І. С. Гулий, П. Л. Шиян, П. С. Циганков, В. А. Домарецький // Наук. пр. УДУХТ. — 2001. — No 10, ч. ІІ. — с. 21-22.
- «Відносна густина та видима міцність денатурованого спирту залежно від концентрації денатуруючої добавки» / П. Шиян, І. Гулий, В. Домарецький, А. Фіщенко, Т. Мудрак, Д. Строкач, І. Жолнер, В. Сосницький // Харч. і перероб. пром.-сть. — 2002. — No 2. — с. 17-19.
- «Кількісна хроматографія на папері і в тонкому шарі з використанням комп'ютерних технологій» / І. С. Гулий, П. С. Циганков, В. А. Домарецький, П. Л. Шиян // Харч. пром.-сть. — 2003. — No 2. — с. 45-46.
- «Технологічні особливості переробки жита в етанолі» / І. Гулий, А. Українець, П. Шиян, Т. Мудрак // Харч. в перероб. пром.-сть. -2004. — No 1. — с. 18-20.
- «Оптимізація технології спиртової бражки з кукурудзи» / А. Українець, П. Шиян, Т. Мудрак, З. Романова // Харч. і перероб. пром.-сть. — 2005. — No 6. — с. 16-19.
- «Перспективні джерела енергоресурсів» / А. Українець, В. Домарецький, П. Шиян, С. Олійничук // Харч. і перероб. пром.-сть. — 2006.-No 5. — с. 4-7.
- «Інтенсифікація гідролізу складових частин жита комплексом ферментних препаратів» / Л. Левандовський, П. Шиян, Т. Мудрак, Т. Глускіна // Харч. і перероб. пром.-сть. — 2007. — No 11. — с. 15-16.
- «Спиртова галузь: на шляху до інноваційного розвитку» / А. Українець, Л. Хомічак, П. Шиян, С. Олійнічук // Харч. і перероб. пром.-сть. — 2007. — No 12. — с. 17-19.
- «Енергозберігаюча технологія брагоперегонки в спиртовому виробництві» / О. Гунько, П. Шиян // Харч. і перероб. пром.-сть. — 2008. — No 10. — с. 4-6.
- «Зброжування висококонцентрованого сусла з крохмалевмісної сировини» / А. Українець, П. Шиян, Т. Мудрак, Р. Кириленко // Харч. і перероб. пром.-сть. — 2009. — No 6. — с. 19-22.
- «Сучасні й перспективні технології виробництва біопалив на світовому ринку» / С. Олійничук, Г. Кизюн, П. Шиян, В. Сосницький // Харч. і перероб. пром.-сть. — 2009. — No 6. — с. 11-13.
- «Інноваційні технології спиртової промисловості. Теорія і практика»: монографія / П. Л. Шиян, В. В. Сосницький, С. Т. Олійнічук. — К. : ВД «Асканія», 2009. — 424 с.
- «Загальні технології харчових виробництв»: підручник / В. А. Домарецький, П. Л. Шиян, М. М. Калакура, Л. Ф. Романенко. — К. : Ун- т «Україна», 2010. — 814 с.
- «Інноваційна анаеробно-аеробна технологія очистки стічних вод та відходів підприємств харчової промисловості» / А. М. Куц, П. Л. Шиян, В. А. Домарецький // Наук. пр. НУХТ. — 2010. — No 33. — с. 41-44.
- «Інноваційна анаеробно-аеробна технологія очистки стічних вод та відходів підприємств харчової промисловості» / А. М. Куц, П. Л. Шиян, В. А. Домарецький, І. В. Мельник // Наукові праці Одеської національної академії харчових технологій. — 2011. — Вип. 40(2). — С. 84-87.
- «Дослідження руху органічних домішок спирту по розгінній колоні, яка працює під тиском нижчим за атмосферний» / П. Л. Шиян, Я. А. Боярчук // Ukrainian food journal. — 2012. — № 3. — С. 12-15.
- «Технологія розгонки спиртовмісних фракцій в режимі керованих циклів ректифікації» / Ю. В. Булій, П. Л. Шиян, А. П. Дмитрук, А. І. Малигін // Харчова наука і технологія. — 2012. — № 3. — С. 94-98.
- «Технологія ректифікації в режимі керованих циклів» / Ю. В. Булій, П. Л. Шиян, П. А. Дмитрук, А. І. Малигін // Харчова промисловість. — 2013. — № 14. — С. 63-67.
- «Спосіб підвищення активності ферментів сусла під час спиртового зброджування» / Д. О. Ткаченко, П. Л. Шиян, Л. В. Ткаченко // Наукові праці Одеської національної академії харчових технологій. — 2013. — Вип. 44(2). — С. 269—272.
- «Керування циклами ректифікації за допомогою механотронних підсистем на основі пневмоелектроавтоматики» / Ю. В. Булій, Ю. Б. Бєляєв, П. Л. Шиян, І. В. Ельперін, А. М. Куц // Наукові праці Національного університету харчових технологій. — 2014. — Т. 20, № 3. — С. 17-23.
- «Аналіз мікрофлори зернової сировини та способи її пригнічення у спиртовому виробництві» / Д. О. Ткаченко, П. Л. Шиян, В. С. Зубченко, Р. Б. Косів // Харчова промисловість. — 2014. — № 15. — С. 17-22.
- «Використання механотронних підсистем в процесі вилучення та концентрування органічних домішок спирту» / С. В. Іванов, П. Л. Шиян, Ю. В. Булій // Харчова промисловість. — 2014. — № 15. — С. 36-41.
- «Використання фільтрату барди при приготуванні зернових замісів» / П. Л. Шиян, Т. О. Мудрак, Я. А. Боярчук, В. В. Сосницький // Харчова промисловість. — 2015. — № 17. — С. 97-101.
- «Розробка способу використання кислотостійких ферментних препаратів селективної дії» / П. Л. Шиян, Т. О. Мудрак, А. М. Куц, Я. А. Боярчук // Восточно-Европейский журнал передовых технологий. — 2015. — № 4(6). — С. 38-44.
- «Енергозберігаюча технологія спиртової бражки» / Я. А. Боярчук, П. Л. Шиян, Т. О. Мудрак, А. М. Куц // Наукові праці Національного університету харчових технологій. — 2016. — Т. 22, № 1. — С. 225—232.
- «Трансфер технологій — основа розвитку України у ХХІ столітті» / П. М. Бойко, М. В. Бондар, А. М. Куц, П. Л. Шиян // Наукові праці Національного університету харчових технологій. — 2016. — Т. 22, № 6. — С. 66-76.
- «Інноваційна технологія ректифікації в режимі контрольованих циклів затримки і переливу рідини» / Ю. В. Булій, П. Л. Шиян, А. М. Куц, Р. Г. Кириленко // Наукові праці Національного університету харчових технологій. — 2017. — Т. 23, № 1. — С. 144—151.
- «Підвищення ефективності брагоректифікаційних установок» / А. І. Українець, П. Л. Шиян, Ю. В. Булій, А. М. Куц // Наукові праці Національного університету харчових технологій. — 2018. — Т. 24, № 6. — С. 160—166.
- «Підвищення експлуатаційних характеристик масообмінних колонних апаратів циклічної дії» / Ю. В. Булій, А. М. Куц, П. Л. Шиян // Наукові праці Національного університету харчових технологій. — 2019. — Т. 25, № 5. — С. 48-54.

### Авторські свідоцтва на винаходи (у співавторстві)
- 1985 — «Устройство для исследования фазовых равновесий жидкость-пар»
- 1987 — «Устройство для определения коэффициента поверхностного натяжения жидкости»
- 1989 — «Установка непрерывного действия для производства экстракта цикория»
- 1990 — «Определение коэффициентов поверхностного натяжения на границе раздела жидкость-насыщенный пар»
- 1991 — «Способ производства пастообразного растворимого цикория»
- 1993 — «Установка для одержання спирту-ректифікату із головної фракції етилового спирту»
- 1993 — «Установка для одержання ректифікованого спирту із головної фракції етанолу»
- 1993 — «Установка для одержання ректифікованого спирту»
- 1997 — «Пристрій для відбору та відділення сивушного масла в процесі ректифікації етилового спирту»
- 1997 — «Установка для розділення концентрату ефіроальдегідної фракції на компоненти»
- 1997 — «Гідропневмомеханічний підіймач коренебульбоплодів»
- 1997 — «Установка для одержання спирту етилового технічного з вуглеводвмісткої сировини»
- 2001 — «Спосіб виробництва крохмальної патоки»
- 2001 — «Мийний засіб „блискучий“»
- 2001 — «Крохмальна патока-екстракт»
- 2002 — «Спосіб виробництва горілки»
- 2002 — «Спосіб безперервного виробництва високооктанової кисневмісної добавки до бензинів (варіанти)»
- 2003 — «Спосіб одержання спирту етилового технічного із крохмаль- і цукровмісної сировини»
- 2003 — «Спосіб одержання спиртових бражок із крохмалевмісної сировини»
- 2003 — «Установка для отримання спирту ректифікованого високоякісного»
- 2003 — «Спосіб підготовки крохмалевмісної сировини до теплової обробки та оцукрювання»
- 2003 — «Спирт етиловий денатурований»
- 2004 — «Кормовий білковий продукт»
- 2004 — «Спосіб виробництва високооктанової кисневмісної добавки до бензинів або спирту етилового технічного»
- 2004 — «Брагоректифікаційна установка»
- 2004 — «Ректифікаційна установка для вилучення етилового спирту з фракцій, збагачених органічними домішками»
- 2005 — «Спосіб виробництва технічних рідин в процесі брагоректифікації»
- 2005 — «Спосіб підготовки води для виробництва горілки»
- 2005 — «Ректифікаційна установка для виробництва спирту-сирцю»
- 2005 — «Спосіб виробництва етилового спирту із крохмалевмісної сировини (варіанти)»
- 2005 — «Установка для виробництва спирту етилового ректифікованого і високооктанової кисневмісної добавки до бензинів»
- 2005 — «Спосіб переробки зерна в спирт і кормовий продукт»
- 2005 — «Установка для цільового вилучення з циклу ректифікації верхніх проміжних домішок»
- 2006 — «Апарат для механоферментативної обробки крохмалевмісної сировини»
- 2006 — «Спосіб підготовки крохмалевмісної сировини до зброджування»
- 2006 — «Спосіб виробництва продукції різного цільового призначення при виготовленні спирту етилового»
- 2006 — «Спосіб виробництва спирту ректифікованого підвищеної якості»
- 2006 — «Спосіб зневоднення водно-спиртового розчину»
- 2006 — «Енергозберігаюча брагоректифікаційна установка для виробництва спирту етилового ректифікованого (варіанти)»
- 2006 — «Спосіб одержання високооктанової кисневмісної добавки до бензинів»
- 2006 — «Термотолерантний штам дріжджів saccharomyces cerevisiae дт-05 для мікробіологічного синтезу етилового спирту з крохмалевмісної сировини»
- 2007 — «Спосіб одержання спиртових бражок з кукурудзи»
- 2007 — «Установка для розділення післяспиртової барди на рідку та тверду фази»
- 2007 — «Енергозберігаючий спосіб виробництва спиртової бражки»
- 2007 — «Спосіб одержання спиртових бражок з ячменю»
- 2007 — «Спосіб перегонки спиртової бражки та її очищення від органічних домішок»
- 2007 — «Рідина універсальна „гамаюн“ для автомобілів»
- 2008 — «Спосіб ректифікаційного очищення водно-спиртових розчинів»
- 2008 — «Компонент моторного палива альтернативний (кмпа)»
- 2008 — «Біоетанол»
- 2008 — «Енергетичне газоподібне біопаливо»
- 2008 — «Спосіб одержання біогазу із післяспиртової барди»
- 2008 — «Енергозберігаюча установка для виробництва біоетанолу»
- 2008 — «Анаеробний біореактор для одержання біогазу»
- 2008 — «Спосіб вимірювання кількості спирту етилового»
- 2008 — «Енергозберігаюча ректифікаційна установка для виробництва спирту етилового-сирцю»
- 2008 — «Спосіб виробництва технічних рідин в процесі брагоректифікації»
- 2009 — «Безперервний спосіб одержання спиртових бражок із крохмалевмісної сировини»
- 2009 — «Спосіб антисептування напівпродуктів спиртового виробництва»
- 2009 — «Спосіб виготовлення цукровмісних продуктів для одержання спирту і біоетанолу»
- 2010 — «Енергозберігаючий спосіб виробництва спирту ректифікованого високоякісного»
- 2010 — «Установка для розділення післяспиртової барди на рідку фракцію та вологий концентрат — модуль зневоднювання»
- 2010 — «Спирт етиловий питний»
- 2011 — «Спосіб рекуперації вторинних теплових потоків при виробництві ректифікованого спирту»
- 2012 — «Осмофільний штам дріжджів saccharomyces cerevisiae до-11 для мікробіологічного синтезу етилового спирту з крохмалевмісної сировини»
- 2013 — «Енергозберігаюча установка дегідратації високооктанових добавок до автомобільних бензинів»
- 2013 — «Спосіб виробництва цукру та біоетанолу»
- 2014 — «Спирт етиловий-сирець»
- 2015 — «Спосіб виробництва спиртових бражок з крохмалевмісної сировини»
- 2017 — «Спосіб отримання ректифікованого спирту»

## Нагороди
- 1998 — Державна премія України в галузі науки і техніки — «за створення циклу праць з наукового обґрунтування, розроблення та впровадження ресурсоенергозберігаючої технології та апаратури для ректифікації спирту»
- 2014 — нагрудний знак МОН України «Відмінник освіти»
- 2015 — подяка Прем'єр-міністра України
- 2015 — грамота Міністерства аграрної політики та продовольства України
- 2016 — нагрудний знак Національного університету харчових технологій «За академічні заслуги»
- 2017 — нагрудний знак МОН України «За наукові та освітні досягнення»
- 2018 — Премія Кабінету Міністрів України за розроблення і впровадження інноваційних технологій — «за розробку та впровадження інноваційних ресурсозберігаючих та імпортозамісних технологій харчових продуктів в структурі продовольчої безпеки України»
- заслужений винахідник України